# Perico Gómez (cantante)
Alfredo Aldo Céspedes más conocido como Perico Gómez o Pot Zenda (Bogotá, Colombia; 16 de agosto de 1943 - Estado Portuguesa, Venezuela; marzo de 1988) fue un cantante de nacionalidad colombiana radicado en Argentina durante varios años. Popularizó temas como La pollera colorá, El perico y El Número 13.

## Carrera
Nacido en Colombia, viajó desde muy joven con su familia de origen muy humilde a la localidad de Villa Celina (sobre lo que hoy es la colectora de Gral Paz, a la altura de Av Cruz) en la provincia de Buenos Aires, Argentina. 
Perico Gómez integraba el elenco del célebre programa de televisión El Club del Clan formando parte de una segunda línea de cantores al borde del anonimato. En el elenco estaban también Palito Ortega, Violeta Rivas, Nicky Jones, Johnny Tedesco, Raúl Lavie, Lalo Fransen y Chico Novarro. Casi siempre hacia dupla con la cantante Cachita Galán.
En 1964, llega a la pantalla grande argentina con la película del Club del Clan, con dirección de Enrique Carreras, junto a actores como Beatriz Bonet, Fernando Siro, Pedro Quartucci, Alfredo Barbieri y Tito Climent, entre otros. Allí interpretó el tema El Número 13. En  1968, vuelve al cine en el personaje de un cura cantor en la película Operación San Antonio, dirigida por Enrique Carreras, junto a Antonio Garisa y Evangelina Salazar.
Siendo su género particular la cumbia colombiana, en los discos, entonó temas tropicales como La pollera colorá. En el año 1964 le propusieron a los artistas del Club del Clan para que se cambiaran de canal trece al nueve. Por aquel entonces el productor era el señor Ricardo Mejía, por lo que su esposa y también cantante Jolly Land decidió quedarse en el viejo canal junto con algunos cantantes de segunda línea, entre ellos Perico. 
Cuatro años después el artista cambió de nombre a Pot Zenda donde interpretó La era de Acuario, el tema central de Hair. Fue convocado para participar de la comedia musical del mismo nombre, Hair, que se ofreció en la capital de la república con gran éxito. 
En 1968 participó, ya como cantor de rock, en el disco llamado Pidamos peras a Mandioca. En 1969 grabó para el primer LP del grupo musical Almendra
En noviembre de 1970 fue uno de los participantes en el festival de rock llamado Barrock que se celebró en el velódromo municipal y que fue el Woodstock argentino. Actuó el 24 de noviembre junto con Pajarito Zaguri y Los Gatos.  En 1971 graba algunos temas con Luis Alberto Spinetta con el sello Disc Jockey como Deja de hacer lo que haces. Compuso dos temas editados para un simple con dirección y arreglos de Rodolfo Alchourron.
Entre los años 1974 y 1975, inaugura el que quizá fue el primer Pub de Buenos Aires: "Karpatos", en la localidad de La Lucilla. Allí se convocaban, básicamente, el elenco de la opera rock "Hair", llevados por el productor Mario Falak.  Entre ellos se destacaba Teddy Vega, que era uno de los protagonistas. También formaban parte del elenco estable el mítico percusionista Chango Bongó, el guitarrista y arreglador "Pepino" Valenzuela, y el cantante Aladino, quien popularizó el tema de Ricardo Cocciante "Mujer Sin Alma". Pot Zenda, alma mater, conductor, y cantante multi genérico, interpretaba obras del folclore latino americano, y tangos de Gardel, cantando siempre con un notable profesionalismo. Desde el principio, y llevado por el mismo Pot, formaba parte del grupo creativo del lugar Rodolfo Garavagno, autor, compositor y también productor discográfico, quien también tomaba una guitarra y subía a interpretar temas de su autoría como "Zamba de Buenos Aires" o "Ven a Volar Conmigo". Karpatos se hizo popular en todo el ambiente nocturno y de la noche porteña, y hubo tiempos en que en boliches como "Excedra" y "Tabac", diferentes personajes de la bohemia se juntaban en grupo para tomar un taxi hacia La Lucila y disfrutar del clima incomparable que creaba "el negro Pot". Allí no se interpretaba esa música que sonaba en las radios, sino lo que tenía creatividad testimonial, como "Olla Popular", una guajira del Chango Bongó dedicada a Cuba, e incluso temas de Violeta Parra. Una noche, concurren al lugar los empresarios Fernando Falcón y Ricardo Kleinman, este último, también conocido como "RA", creador de Modart en La Noche, quienes habían fundado un sello discográfico llamado Samantha Records, con oficinas en el barrio de Almagro. Garavagno, en calidad de productor independiente de esta compañía, convence a los propietarios para respaldar la grabación de un disco simple con Pot Zenda. Así fue que con arreglos de Cesar Pueyrredón, acompañado por su conjunto Banana, que integraban su hermano Daniel, Willy Iturry y Pablo Guyot, graban en el Estudio TNT las obras "Muchacha" y "Tema de Pototo", cantadas por Pot en idioma inglés y francés, alternativamente, sonando como una extravagante novedad para el mercado. Al mismo tiempo, como todo sitio pionero, Karpatos comenzó a perder convocatoria porque en la mismísima Capital de Buenos Aires se inauguraban boliches similares, más cercanos al ambiente de público que movía la noche. Esto empujó a Pot Zenda a firmar un convenio con el empresario Marcos Poliboy y se marchó a una gira en Venezuela, llevándose con él las grabaciones realizadas en TNT, y desvinculandose del compromiso verbal con Samantha. El productor Garavagno, su entrañable amigo, le dio total libertad para disponer del material grabado. Allí se quedó el mítico Pot Zenda, el ex Perico Gómez de El Club del Clan, cantando en lugares similares a Karpatos en ciudades como Caracas y algunas otras del interior, integrándose a la "Compañía Dinámica"  con la que realizan giras y presentaciones televisivas cantando las versiones de Spinetta como los grabados en Buenos Aires, sin salir nunca del variado repertorio internacional que fascinaba a la gente de Buenos Aires en Karpatos .

## Tragedia y muerte
En marzo de 1988 se mató en un accidente automovilístico en Estado Portuguesa en Venezuela. Sus restos fueron trasladados a Buenos Aires, donde descansan en el  Cementerio de la Chacarita. Tenía tan solo 44 años.

## Filmografía
- 1968: Operación San Antonio.
- 1964: Club del Clan.

## Temas interpretados
- La pollera colorá
- La era de Acuario
- Señor elefante junto a Cachita Galán.
- El Perico
- El Número 13
- Me olvide de vivir
- Bajo el cielo de París
- Las hojas muertas
- No je regrette rien
- Para saber como es la soledad. (Tema de Pototo, de Spinetta y producido por Rodolfo Garavagno)
- Muchacha Ojos de Papel (De Spinetta, producido por Rodolfo Garavagno, ambos con arreglos de Cesar Pueyrredón)
- Mucha
- Matilda
- Killing me softly with her song
- Fantasy
- So duke
- Me olvide de vivir
- Buenos días estrella brillante deje que entre el sol
- La flor de la canela
- Basta de llorar
- Vuelvo a sonreír
- Deja de hacer lo que haces
- Acuario